# Velká Střelná
Velká Střelná (deutsch Groß Waltersdorf) ist eine Wüstung auf dem Gebiet des Truppenübungsplatzes Libavá in Tschechien. Sie liegt sechs Kilometer südwestlich von Město Libavá.

## Geographie
Velká Střelná befand sich am nordwestlichen Fuß der Hlásná (Wachberg) in 570 m.ü.m. auf einer Hochfläche zwischen den Tälern der Bäche Lichnička und Střelenský potok in den Oderbergen. Nördlich erheben sich die Pastviny (627 m), im Nordosten der Prostřední kopec (586 m), im Süden der Olomoucký kopec (Olmützberg, 633 m), südöstlich der Stráž (614 m), im Südwesten die Švédská kupa (Schwedenkuppe, 636 m) und nordwestlich der Jasaní (556 m).
Umliegende Ortschaften waren Smilov und Dřemovice im Norden, Údolná und Olejovice im Nordosten, Velkostřelenský Mlýn, Pivovarský Kopec, Milovany und Čermná im Osten, Nová Ves nad Odrou im Südosten, Schieferwerke, Varhošť und Jestřabí im Süden, Nepřívaz im Südwesten, Hrubá Voda im Westen sowie Hühnerberk und Smilovský Mlýn im Nordwesten.

## Geschichte
Die erste schriftliche Erwähnung des Waldes Střelná erfolgte 1203 in einer Urkunde des Markgrafen Vladislav Heinrich, in der dieser das Gebiet dem Kloster Hradisko überließ. Der Abt Hermann ließ die Gegend besiedeln und ein Dorf, ein Kloster und eine der hl. Dreifaltigkeit geweihte Kirche errichten. Der erste schriftliche Nachweis über das Dorf Strelna stammt aus dem Jahr 1250. Nachdem König Přemysl Ottokar II. dem Olmützer Bischof Bruno von Schauenburg einen Teil der landesherrlichen Wälder in den Bergen bei Olmütz für dessen militärische Unterstützung überlassen hatte, wurde der Střelná-Wald ab 1274 zum Streitobjekt zwischen dem Bischof und dem Kloster, bei dem Bruno seine Besitzansprüche durch eine gefälschte Urkunde, wonach die Ansiedlung Strelna mit dem Kirchlein zu den bischöflichen Gütern gehöre, zu untermauern suchte. Im Jahre 1284 bewilligte König Wenzel II. dem Kloster die Befestigung der klösterlichen Märkte Strelna Abbatis, Knínice, Svitávka, Kyjov und Hranice. Der langwierige Streit wurde schließlich durch eine Teilung des Waldgebietes beigelegt. Wenzel II. übertrug 1305 die Güter Strzielna und Budišov dem Bistum, das sie als Lehn an verschiedene Vasallen weiterreichte. In dieser Zeit entstand wahrscheinlich als Sitz der Lehnsmannen, die heute als „Altes Haus“ bezeichnete Feste. Zu den Besitzern gehörten u. a. die Vladiken von Bystřice. 1365 führten Aleš, Bohušek und Erazim von Bystřice einen Streit um ihre Güter Bystřice, Mrsklesy und Strzilna. Aleš, der den Hof und die Feste Mrsklesy besaß und sich nach ihr von Mrsklesy nannte, überschrieb 1373 seiner Frau Anezka eine Morgengabe aus allen drei Gütern. 1382 verkaufte er die Hälfte des Dorfes an die Brüder Wok und Lacek von Krawarn. Im Jahre 1364 wurde der Ort als Waltersdorf, ab 1365 als Strzilna, Strzilne, Strzielny, Strzelnye, Strzilny bzw. Strzielne, ab 1480 als Střílné, ab 1545 als Střílno, ab 1603 als Střílná und ab 1631 als Waltersdorf bezeichnet. Die erste schriftliche Nachricht über die Feste erfolgte 1552, als die Brüder Pavlat von Olšany mit der Feste, dem Hof und dem Dorf Střílno sowie dem Dorf Čermná belehnt wurden. Dabei handelt es sich wahrscheinlich nicht mehr um das „Alte Haus“, sondern um eine neue Feste. Die erste Nachricht über die Kirche St. Nikolaus erfolgte im Jahre 1570. Später ließen die Grafen von Würben die Feste zu einem Schloss umbauen. Beim Türkeneinfall von 1663 wurden 103 Einwohner von Waltersdorf erschlagen. Der regelmäßige Schulunterricht wurde 1707 aufgenommen. Die Matrikeln wurden ab 1712 in Habicht und seit 1783 vor Ort geführt. Weitere Namensformen waren Waldersdorf (1676) sowie Waltersdorfium, Střelná (ab 1771). Die Ansiedlung Hühnerberg entstand 1786. Zu Beginn des 19. Jahrhunderts ließ Josef Wenzel von Würben an der Bodenstadter Straße das Jagdschloss Bores errichten. Das gegenüber dem Waltersdorfer Hof gelegene verfallene alte Schloss wurde nach 1802 zum Wohnhaus für die herrschaftlichen Beamten umgenützt. Nachfolgende Besitzer des Gutes waren ab 1820 Johann Nepomuk von Würben, danach dessen Sohn Eugen von Würben und Hořovice und ab 1848 Eugen Dominik von Würben und Troppau.
Nach der Aufhebung der Patrimonialherrschaften bildete Waltersdorf/Střelný mit dem Ortsteil Hühnerberg / Hühnerberk und den Einöden Bräuerberg / Pivovarský Kopec, Waltersdorfer Mühle / Velkostřelenský Mlýn und Schieferwerke ab 1850 eine Gemeinde in der Bezirkshauptmannschaft Mährisch Weißkirchen und dem Gerichtsbezirk Liebau. 1855 wurde Waltersdorf/Střelná dem Bezirk Liebau, 1868 dem Bezirk Sternberg und 1909 dem Bezirk Bärn zugeordnet. Der deutsche Ortsname wurde 1906 in Groß Waltersdorf geändert, gelegentlich wurde auch die Schreibweise Großwaltersdorf verwendet. Der tschechische Name Velká Střelná ist seit 1915 gebräuchlich. Im Jahre 1910 hatte Groß Waltersdorf 2064 Einwohner, 1921 waren es 1842. 1924 wurde in dem Ort eine gewerbliche Fortbildungsschule, 1930 eine landwirtschaftliche Volksschule und 1936 eine Bürgerschule eröffnet. Im Jahre 1930 lebten in den 293 Häusern der Gemeinde 1927 Personen, darunter waren 32 Tschechen. Der Ortsteil Hühnerberg bestand aus zehn Häusern und hatte 78 Einwohner. Nach dem Münchner Abkommen wurde die Gemeinde 1938 dem Deutschen Reich zugeschlagen, sie gehörte bis 1945 zum Landkreis Bärn. Im Jahre 1939 hatte Groß Waltersdorf 2005 Einwohner. Nach dem Ende des Zweiten Weltkrieges kam Velká Střelná zur Tschechoslowakei zurück. Die deutsche Bevölkerung wurde vertrieben und der Ort zum Teil mit Tschechen wiederbesiedelt. Bereits 1947 begann jedoch im Zuge der Errichtung des Truppenübungsplatzes Libavá die Räumung des Dorfes. Im Jahr 1949 wurde die de facto unbewohnte Gemeinde dem Okres Olomouc zugeordnet und im Jahr darauf offiziell aufgehoben. Die leerstehenden Häuser wurden dem Verfall überlassen. Nachdem zunächst die Kirche zu Silvester 1969 von Rotarmisten niedergebrannt worden war, wurde im Jahre 1970 auch das gesamte Dorf zerschossen. Über den Trümmern des Dorfes entstand später die Kommandantenbeobachtungsstation des Truppenübungsplatzes.

## Schieferbergbau
Die Blockschieferlagerstätte von Velká Střelná ist das größte Schiefervorkommen im Niederen Gesenke. Die ersten Schieferbrüche sollen bereits seit dem 16. Jahrhundert bestanden haben. Seit 1832 ist der Schiefergrubenbetrieb auch schriftlich belegt. Schwerpunkt des Abbaus waren die Gebiete südlich des Dorfes, insbesondere der Olmützberg. 1889 wurde die Schiefergewinnung im Tiefbau aufgenommen. Nachdem der Groß Waltersdorfer Schieferbergbau nach dem Ersten Weltkrieg zum Erliegen gekommen war, wurde er während der Notstandszeit im Jahre 1932 durch das Olmützer Unternehmen J.Řihák wieder aufgenommen, das damit 150 Arbeitsplätze schuf. Nach dem Anschluss an das Deutsche Reich betrieb ab 1939 das deutsche Unternehmen Heinz, Tatzel & Co den Groß Waltersdorfer Schieferbergbau und setzte während des Zweiten Weltkrieges etwa 200 Kriegsgefangene als Arbeitskräfte ein. Die Brüche wurden nach Kriegsende zunächst verstaatlicht und wenig später wieder an J. Řihák übereignet. Jedoch hatte das Unternehmen nach der Vertreibung der Deutschen und der nur geringen Wiederbesiedlung mit Tschechen große Schwierigkeiten, die erforderliche Mannschaft zu gewinnen. Mit der Errichtung des Truppenübungsplatzes wurde der Bergbau eingestellt. Nach der Samtenen Revolution gab es zwischen 1992 und 1994 Bestrebungen zur Wiederaufnahme des Bergbaubetriebes, die jedoch am Widerstand der Armee scheiterten. Die abgesoffenen Gruben dienen heute als Trinkwasserreservoir der Gemeinde Město Libavá.
Die Grube No. 4 ist mit einer Teufe von 158 Metern das tiefste Schieferbergwerk des Landes.

## Ehemalige Denkmale
- Pfarrkirche St. Nikolaus, sie entstand 1752 anstelle eines seit 1570 nachweisbaren Vorgängerbaus. Nach dem Brand von 1847 wurde sie wiederaufgebaut. Das seit 1947 dem Verfall preisgegebene Bauwerk wurde zu Silvester 1969 von Angehörigen der Roten Armee niedergebrannt. Erhalten ist ein mit Gebüsch bewachsener großer Trümmerhaufen.[4]
- Denkmal für die Opfer des Ersten Weltkrieges, vor der Kirche

## Sehenswürdigkeiten
- Denkmal für das Dorf Velká Střelná, es wurde 2003 vor den Trümmern der Kirche auf dem Sockel des zerstörten Kriegerdenkmals errichtet und hat die Form eines Bildstockes.
- Wallanlagen der mittelalterlichen Feste „Altes Haus“, linksseitig der ehemaligen Straße nach Potštát, nach Keramikfunden entstand sie wahrscheinlich im 13. Jahrhundert und wurde in der Mitte des 16. Jahrhunderts aufgegeben
- Barockes Jagdschloss Bores, südlich von Velká Střelná. Es ist erstmals 1820 nachweislich, als nach dem Tode von Josef Wenzel von Würben Erzbischof Rudolf das von Johann von Troyer verwaltete Lehen an Josef Wenzels Sohn Johann Nepomuk weiterreichte.

## Veranstaltungen
Velká Střelná befindet sich innerhalb des absoluten Sperrgebietes und ist jährlich nur am 1. Mai während der Sonderöffnung des Truppenübungsplatzes im Rahmen der Fahrradtouristikaktion „Bílý kámen“ zugänglich.